# Paula Hainberger
Paula Hainberger  (* 2007 in Linz) ist eine österreichische Schauspielerin.

## Schulzeit und weitere Ausbildung
Die Leondinger Jungschauspielerin besuchte von 2013 bis 2017 die Musik-Volksschule in ihrem Heimatort. Parallel dazu nahm sie 2016 Schauspielunterricht beim Jugendtheater der Reiman Akademie in Linz. Danach wechselte sie in den Kulturzweig des Khevenhüller Gymnasiums in der Landeshauptstadt von Oberösterreich, den sie 2021 mit Auszeichnung abschloss. Anschließend besuchte sie die Oberstufe des Adalbert Stifter Gymnasiums am gleichen Ort im Instrumentalzweig.

## Karriere

### Theater
Seit 2016 tritt die gebürtige Linzerin in verschiedenen Rollen auf der Reiman Jugendbühne in der drittgrößten Stadt Österreichs auf.

### Film
Einem größeren Publikum in Deutschland und in ihrem Heimatland wurde Hainberger seit 2022 als Emilia Ertl in SOKO Linz bekannt. In den ersten drei Staffeln der Krimiserie stellt sie in dreiundzwanzig Folgen die Tochter von Hauptkommissar Ben Halberg dar. 2024 wurde sie für eine Episodenrolle als Johanna Exner in SOKO Donau ausgewählt. Im gleichen Jahr spielte sie die Hauptrolle als Sophie in My invisible Friend. Der Kurzfilm erhielt bei mehreren international ausgeschriebenen Kurzfilm-Wettbewerben bedeutende Preise. So wurde er beim Hollywood Best Indie Film Awards, beim San Francisco Arthouse Short Festival, bei den Santa Barbara International Movie Awards, den Berlin Short Awards sowie bei den Dubai und den Indianapolis Independent Film Festivals ausgezeichnet.

## Filmografie

### Filme
- 2024: My invisible Friend

### Serien
- 2022: SOKO Linz 1. Staffel
- 2023: SOKO Linz 2. Staffel
- 2024: SOKO Linz 3. Staffel